# Helmut Rentschler
Helmut Rentschler (* 20. September 1901 in Laupheim; † 9. Januar 1983) war ein deutscher Apotheker, Unternehmer und Künstler.

## Leben
Er wurde als Sohn des Apothekers Erwin Rentschler und Emma Rentschler (geb. Müller) geboren und wuchs in Laupheim auf. Helmut Rentschler starb am 9. Januar 1983.
Helmut Rentschler machte 1920 bis 1923 eine Ausbildung zum Apotheker in der elterlichen Apotheke. Sein Vater Erwin Rentschler hatte 1909 die Müllersche Apotheke (heute "7 Schwaben Apotheke") übernommen. Von 1924 bis 1925 studierte er Pharmazie an der Universität Tübingen und 1926 bis 1927 Biochemie und Botanik in Frankfurt am Main, Rostock und Berlin. 1928 promovierte er am Botanischen Institut der Universität Rostock mit einer Arbeit über die „Beiträge zur Kenntnis der Wachstumskrümmungen von Blattpolstern und Stengelknoten“. Im gleichen Jahr legte er an der staatlichen Nahrungsmittel- und Untersuchungsanstalt in Berlin das Staatsexamen zum Nahrungsmittelchemiker ab.
Ende 1932 heiratete Helmut Rentschler die Fotografin Fridel Brück aus Osnabrück, Tochter von Anton Theobald Hermann Fritz Brück, Senator von Osnabrück und Mitinhaber der Maschinenfabrik Brück, Kretschel & Co. Helmut und Fridel bekamen drei Kinder: Sonja, Sybille und Dagmar und lebten fortan in Laupheim. Das Ehepaar interessierte sich für Anthroposophie und Kunst.

## Karriere
1927 gründete er zusammen mit seinen Geschwistern Erwin, Hermann und Else Rentschler die Firma Dr. Rentschler & Co in Laupheim und wurde zum geschäftsführenden Teilhaber. Dr. Rentschler & Co produzierte zunächst nicht-verschreibungspflichtige Medikamente und Veterinärimpfstoffe, später kamen verschreibungspflichtige Medikamente hinzu.
Helmut Rentschler spezialisierte sich auf die Vermarktung der firmeneigenen Arzneimittel. Er führte die gezielte Werbung von Arzneimitteln in Zeitschriften, Magazinen und im Radio ein und trug damit maßgeblich zum Erfolg des Verkaufs der firmeneigenen Produkte bei. 1936 erhielt er die Zulassung als Werbefachmann. 1942 wurde er als Oberapotheker in die Reichswehr einberufen, leitete Feldlazarette und kam 1945 in Gefangenschaft im amerikanischen Gefangenenlager Attichy in Frankreich.

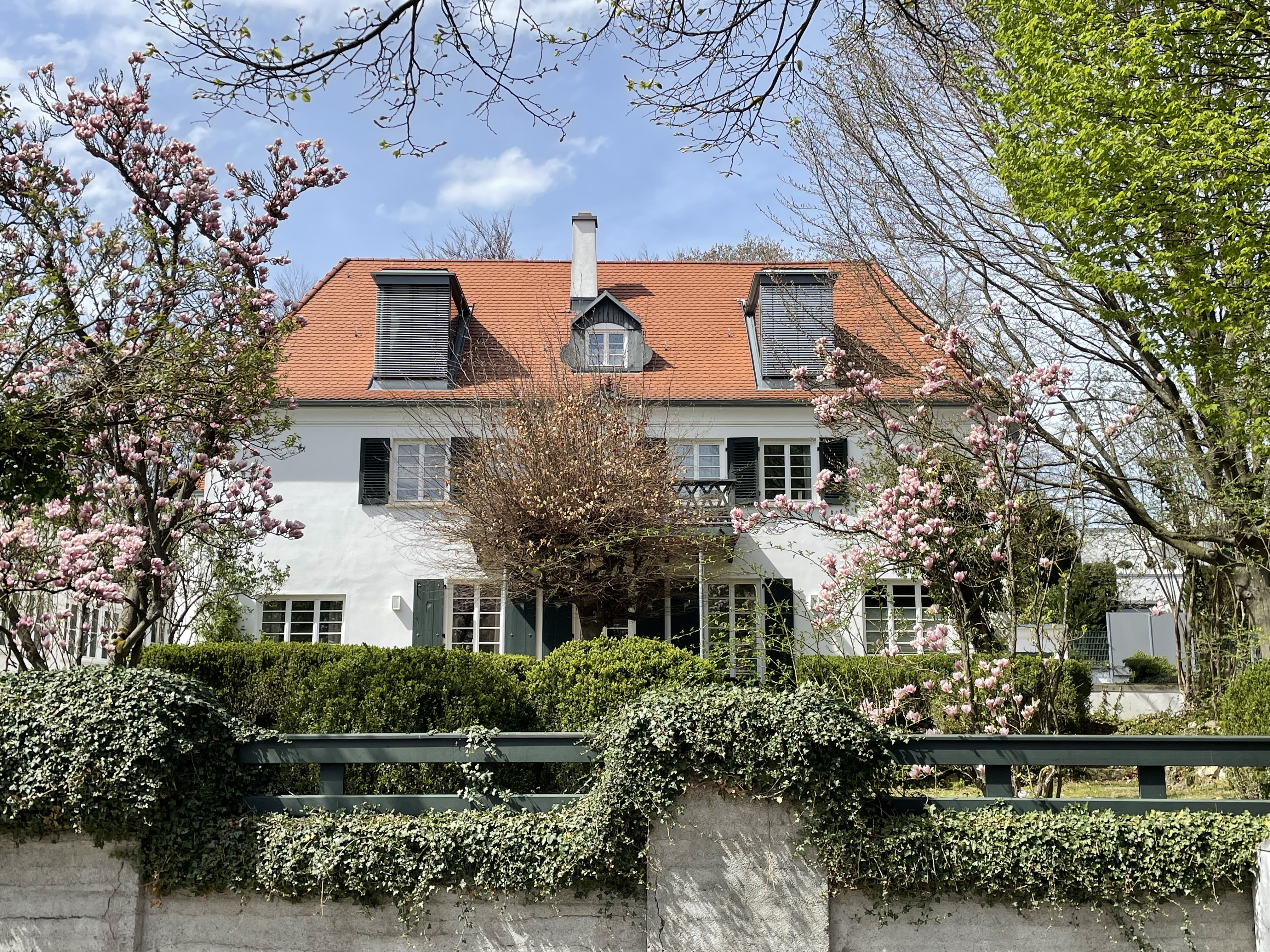
Villa Fridel & Helmut Rentschler in Laupheim. Im Erdgeschoss wurden die ersten Melabonpillen hergestellt, bevor die Firma eigene Gebäude bekam.

Nach dem Zweiten Weltkrieg führte er gemeinsam mit seinem Bruder Erwin Rentschler die Geschäfte der Firma Dr. Rentschler und Co. und revolutioniert mit Werbesprüchen wie „Rasch verklingend wie ein Ton, schwindet Schmerz durch Melabon“ das Marketing für Arzneimittel. Nach dem Tod seines Bruders 1959 führt er bis 1975 gemeinsam mit seinem Neffen Friedrich Erwin Rentschler die Firma.

## Malerei
Rentschler malte bereits seit jungen Jahren, fing aber erst nach dem Zweiten Weltkrieg an, sich verstärkt der Malerei zuzuwenden. In seinen Werken widmete er sich zunächst hauptsächlich den Landschaften Oberschwabens und des Allgäus, später folgten Stillleben in Pastell, Aquarell, Acryl und Öl. Er stand mit regionalen Malern, darunter Wilhelm Luib, Max Ackermann, Wolfgang Henning und Ludwig Miller, in regem Austausch. Zudem unterstützte er Künstler finanziell und sammelte Kunst der Moderne, Madonnen und Asiatika.
Ab Mitte der 1950er Jahre knüpfte er während langer Aufenthalte auf seinem Feriensitz in St. Angelo auf Ischia Freundschaften zur lebendigen Kunstszene auf der Insel, so u. a. Hans Kuhn, Sigrid und Max Kaus, Ida Kerkovius, Eduard Bargheer und Marlise Klock. Eine enge Freundschaft entwickelte sich dort zu Werner Gilles, mit dem er auf Malwanderschaften ging und dessen Stil ihn stark beeinflusste. In den 1970er Jahren entwickelte Helmut Rentschler seinen eigenen „Ischia-Stil“, den Günther Wirth in einem Ausstellungskatalog folgendermaßen zusammenfasste: „Eine musikalisch getönte, eine architektonisch verfestigte Strenge rückt mit einiger Plötzlichkeit in seine auf der Insel gemalten Bilder. Ein neuer Lyrismus kommt auf, die Farben stoßen manchmal ins Kontrastreiche vor. (…) Formen werden zeichenhaft, Felsen und Vegetation vereinfacht. Die Landschaft wird zu einem Felsengarten des Zauberischen, hingegeben an ein schattenloses Dasein in der Gloriole des Lichts.“

## Einzelausstellungen
- 1967 Galerie Claudia Meyer, Zürich[12]
- 1977 Kursanatorium bei Oberammergau
- 1977 Galerie Schranne Laupheim[13]
- 1978 Schlosshofgalerie Schrade Kißlegg[14]
- 1979 Brenner's Parkhotel Baden-Baden[15]
- 1981 Galerie Schranne zum 80igsten Geburtstag, Laupheim[16]
- 1984 Museum Langenargen[17]
- 1985 Landratsamt Biberach
- 1991 Galerie Schranne Laupheim, Gedächtnisausstellung zum 90. Geburtstag

## Gruppenausstellungen
- 1957 Haus der Kunst München
- 1981 Ulmer Museum[18]
- 1998 Museum Schloss Großlaupheim „5 Laupheimer“